# Теофіль Обенга
Обе́нга Теофі́ль (Théophile Obenga; *1935) — конголезький історик, політичний діяч. За етнічною приналежністю із народу мбоші.
Отримав освіту в Практичній школі вищих знань в Парижі. В 1975-79 роках був міністром іноземних справ Республіки Конго.
Праці Обенга присвячені доколоніальній історії Африки, Конго, соціальним відносинам, питанню співвідношення традицій та сучасності й іншим теоретичним проблемам історії африканських країн. Притримується концепції негро-африканського походження давньоєгипетської цивілізації. В книзі «За нову історію» рухомими силами історичного процесу пропонує вважати екологію та культуру. Близький до революційно-демократичного руху африканської історіографії, намагається застосувати діалектико-матеріалістичну методологію у дослідженні минулого Африки.

## Твори
- L'Afrique dans l'antiquite. Egypte pharaonique — Afrique noire. Paris, 1973
- La Cuvette congolaise: les hommes et les structures. Contribution a l'histoire traditionnelle de l'Afrique centrale. Paris, 1976
- Le Zaire: civilisations traditionnelles et culture moderne. Paris, 1977
- Pour une nouvelle histoire. Paris, 1980